# Ericusbrücke

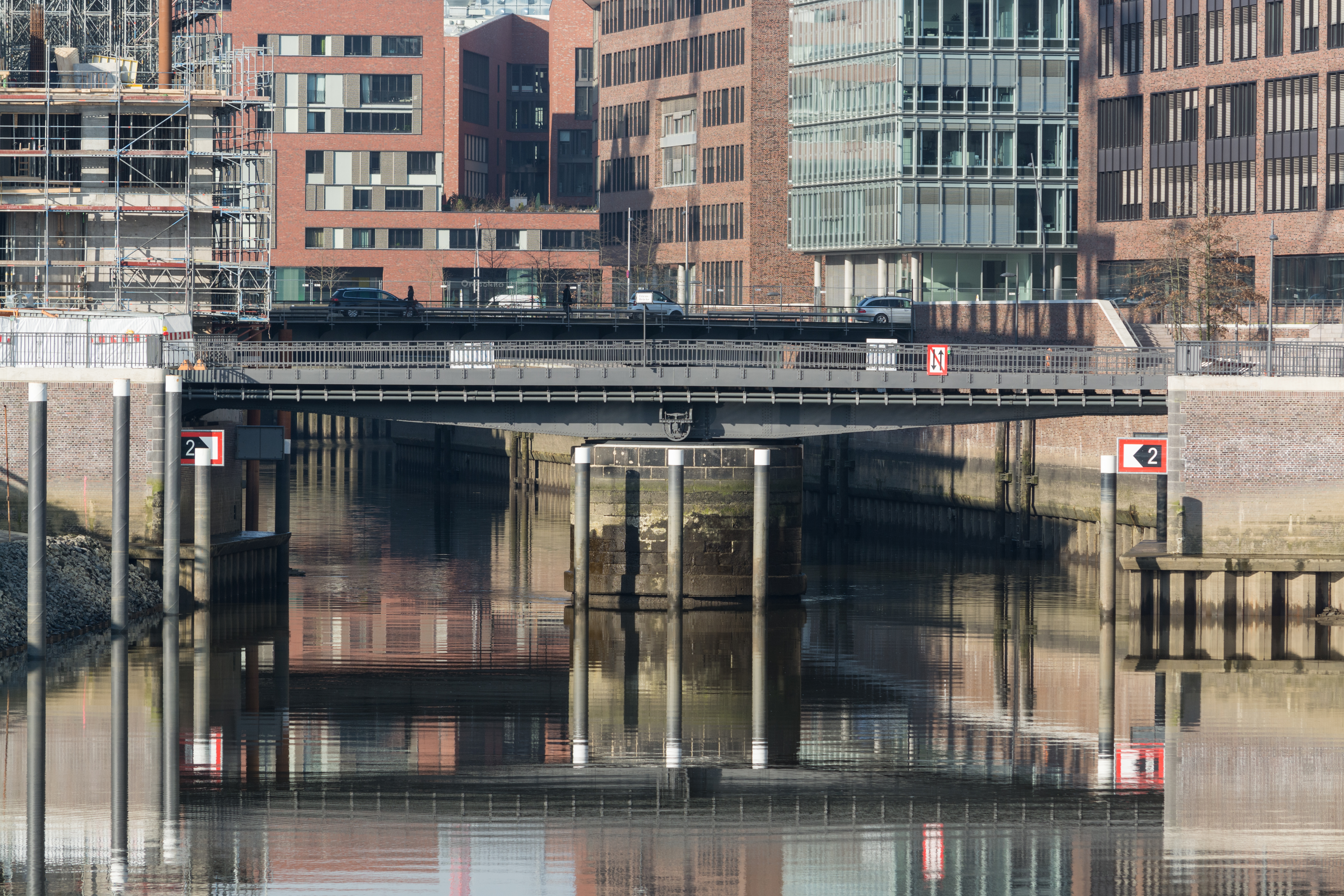
Ericusbrücke über dem Ericusgraben

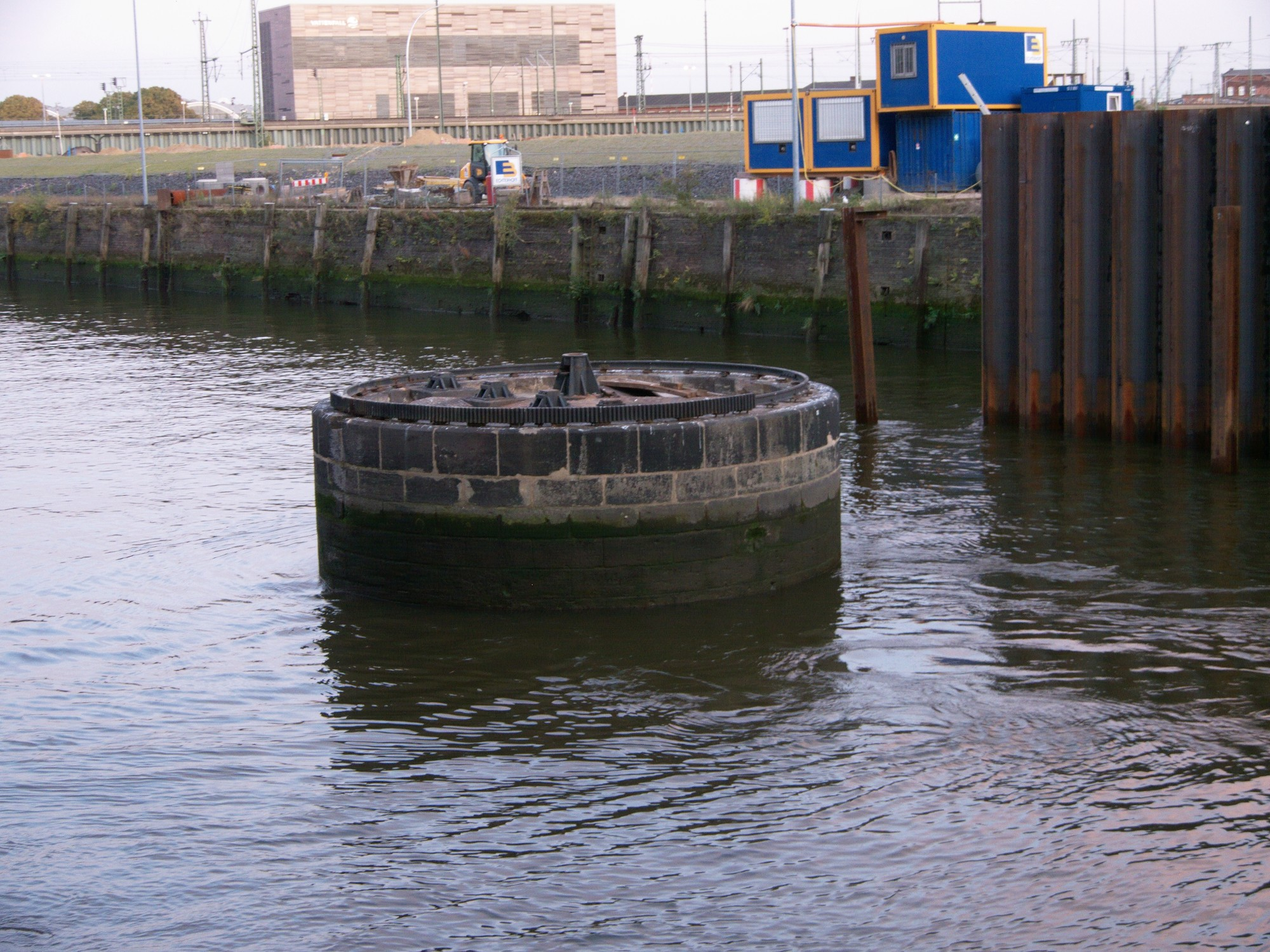
Pfeiler der Ericusbrücke während der Sanierung

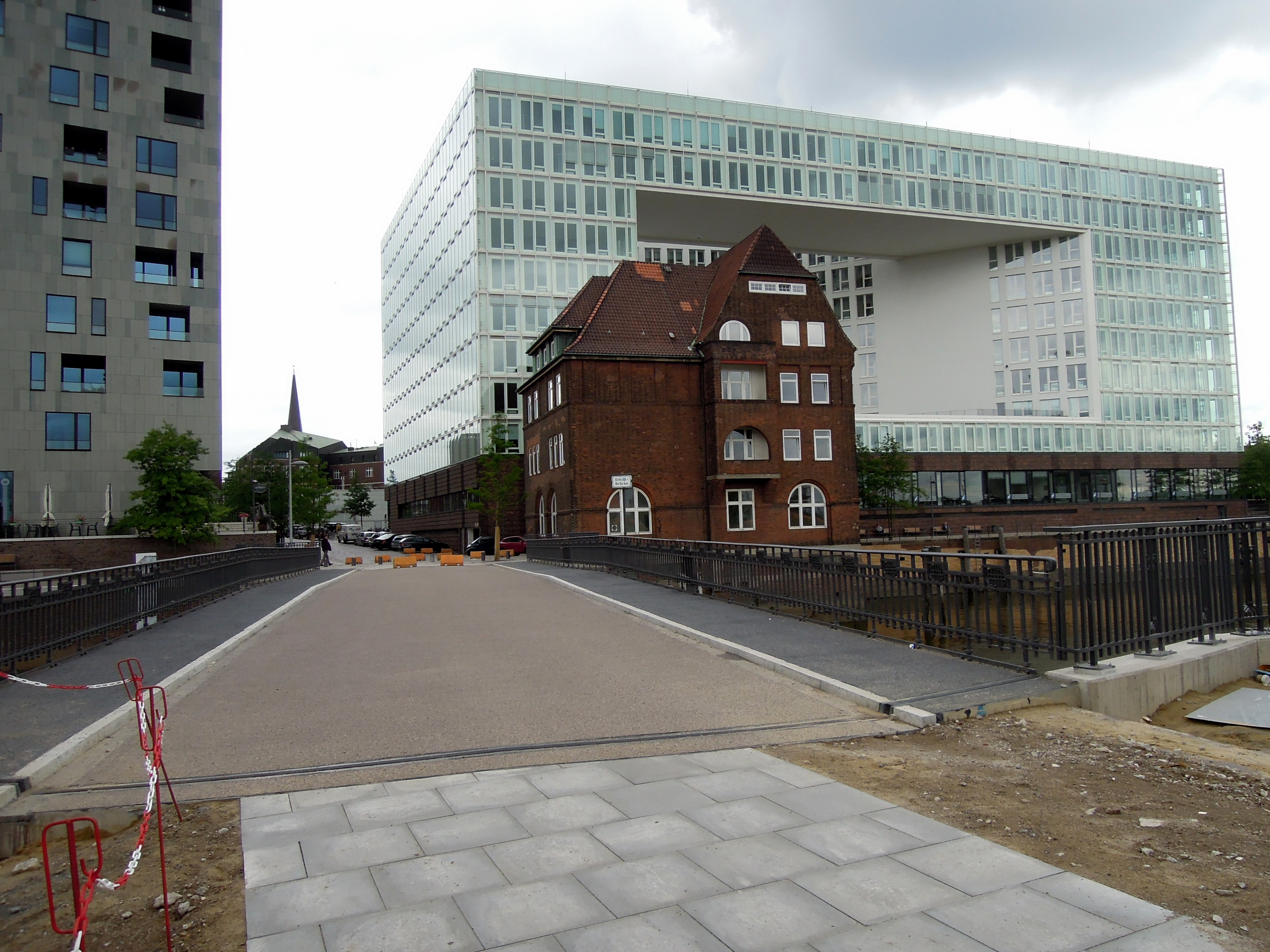
Ericus-Brücke nach Beendigung der Bauarbeiten im Juni 2014

Die Ericusbrücke ist eine 1870 erbaute ehemalige Drehbrücke im Hamburger Stadtteil HafenCity, die im Zuge der Straße Poggenmühle über den Ericusgraben und Brooktorhafen führt. Sie verbindet somit die Teilquartiere Brooktorkai/Ericus und Am Lohsepark miteinander. Sie gilt als eine der ältesten erhaltenen beweglichen Brücken in Deutschland.
Die Brücke besteht aus einer 35,75 Meter langen und 8,96 Meter breiten Eisenkonstruktion, die auf einem runden Pfeiler mittig ruht. Sie diente ursprünglich sowohl dem Eisenbahn- wie dem Straßenverkehr. Im 19. Jahrhundert verband sie den Hannoverschen Bahnhof und den Berliner Bahnhof. Als Drehbrücke wurde sie konzipiert, weil der Wasserlauf zwischen Oberhafen und Ericusgraben von kleinen Segelschiffen und anderen hochgebauten Wasserfahrzeugen befahren wurde. Die Konstruktion konnte bis zu ihrer Festsetzung 1948 gedreht werden, die Speichenräder an beiden Seiten verhinderten ein Kippen des beweglichen Trägers. Das Betonfundament des Strompfeilers stand auf bis zu acht Meter tief eingerammten Holzpfählen. Im Zuge der Neubebauung des Brooktorkai/Ericus als Teilquartier der HafenCity wurde die Brücke saniert und ist seit Juni 2014 wieder begehbar.
Der Name geht auf die ehemalige Bastion Ericus der Hamburger Wallanlagen zurück, die auf der Ericusspitze stand.